# Linfield Ladies Football Club
El Linfield Ladies Football Club es un club de fútbol femenino de la ciudad de Belfast,  es la rama femenina del Linfield Football Club y juega en la Premiership Femenina, máxima categoría del fútbol femenino en el país.

## Torneos internacionales
Liga de Campeones Femenina de la UEFA
| Año     | Ronda                    | J  | G | E | P | GF | GC |
| ------- | ------------------------ | -- | - | - | - | -- | -- |
| 2017-18 | Fase de grupos           | 3  | 0 | 0 | 3 | 2  | 8  |
| 2018-19 | Fase de grupos           | 3  | 0 | 0 | 3 | 2  | 7  |
| 2019-20 | Fase de grupos           | 3  | 1 | 0 | 2 | 4  | 9  |
| 2020-21 | Clasificación - 1.ª fase | 1  | 0 | 0 | 1 | 0  | 8  |
| Total   |                          | 10 | 1 | 0 | 9 | 8  | 32 |

## Palmarés
| Competición nacional              | Títulos                | Subcampeonatos   |
| --------------------------------- | ---------------------- | ---------------- |
| Premiership Femenina (4/3)        | 2016, 2017, 2018, 2019 | 2014, 2015, 2020 |
| Copa Challenge Femenina IFA (3/2) | 2013, 2014, 2016       | 2018, 2019       |